# 7月25日
7月25日是阳历年的第206天（闰年是207天），离一年的结束还有159天。

## 大事记

### 16世紀以前
- 306年：罗马帝国西部的奥古斯都君士坦提乌斯一世去世，其子君士坦丁大帝被军队拥立成为新任罗马皇帝。
- 315年：为了纪念米尔维安大桥战役的胜利，君士坦丁一世在罗马立起了君士坦丁凯旋门。
- 864年：秃头查理下令建立抵御维京人的防御措施。
- 1137年：亞奎丹的艾莉諾與後來成為法國國王的路易王子在波爾多主教座堂成婚。
- 1139年：阿方索一世率领军队在奥里基战役中击败穆拉比特王朝军队，并宣布建立葡萄牙王国。
- 1261年：由阿莱克修斯·斯特拉特戈普洛斯率领的尼西亚军趁威尼斯舰队不在之际，渡过了博斯普鲁斯海峡，夺回君士坦丁堡，重建拜占庭帝国，拉丁帝國至此终结。
- 1278年：格拉纳达酋长国在直布罗陀海峡击败卡斯蒂利亚王国的海军。
- 1467年：莫利内拉战役爆发，是当时首次大规模使用火枪的战役。

### 16世紀
- 1536年：西班牙征服者塞巴斯蒂安·德·贝拉尔卡萨尔率领探险队在哥伦比亚西部寻找传说中黄金国时期建立的卡利城。
- 1547年：法蘭西國王亨利二世被加冕為王。
- 1554年：瑪麗一世與腓力二世在溫徹斯特座堂成婚。
- 1567年：西班牙殖民者建立卡拉卡斯，委内瑞拉现在的首都。
- 1593年：法蘭西國王亨利四世從新教改信奉羅馬天主教。

### 17世紀
- 1603年：蘇格蘭國王詹姆士六世加冕為英格蘭國王詹姆士一世，使得英格蘭王國與蘇格蘭王國合併為共主邦聯。後於1707年達成政治統一。
- 1609年：英国殖民者在百慕大附近遭遇船难后在当地建立殖民地。
- 1668年：山东郯城一带发生8.5级大地震，压毙5万余人。

### 18世紀
- 1755年：英属新斯科舍省的议会决定驱逐当地的法裔阿卡迪亚人。
- 1788年：沃尔夫冈·阿马德乌斯·莫扎特完成了他的第40号交响曲。
- 1792年：普鲁士元帅卡尔·威廉·斐迪南发表向巴黎人民发表宣言，警告不得伤害波旁王朝皇室成员。
- 1799年：拿破仑率军在埃及的阿布基尔击败奥斯曼帝国的万人军队。

### 19世紀
- 1814年：入侵加拿大的美军被击退。
- 1824年：哥斯达黎加从尼加拉瓜抢下并吞并了瓜纳卡斯特省。
- 1830年：法国的查理十世宣布敕令，控制报界，解散立法机构并改变选举制度。
- 1837年：第一张商业电报在伦敦被接收。
- 1866年：尤利西斯·辛普森·格兰特成为美国历史上首位五星上将。
- 1869年：日本各地的大名将他们的领地上交天皇。
- 1886年：重庆教案发生。
- 1893年：科林斯運河正式啟用，將希臘狹窄的科林斯地峽一分為二，連接伊奧尼亞海的科林斯灣與愛琴海的薩羅尼科斯灣。
- 1894年：甲午战争爆发。
- 1898年：张之洞所著《劝学篇》颁发各省。

### 20世紀
- 1909年：法国飞行员布莱里奥驾驶飞机从法国加莱附近飞抵英国多佛尔，成为首个驾驶飞机飞越英吉利海峡的人。
- 1914年：袁世凯政府与英国宝林分公司签订一千万镑《沙兴铁路借款合同》。
- 1917年：日本光學工業株式會社（即現今的尼康）成立
- 1919年：列宁领导下的苏维埃俄国政府发表致中国国民及南北政府宣言，废除帝俄对中国的一切不平等条约。
- 1934年：臺北帝國大學物理學講座教授荒勝文策成功在臺灣做出亞洲第一次，世界第二次人工撞擊原子核實驗，僅次於英國劍橋大學卡文迪许實驗室[1]。
- 1934年：纳粹德国在一场失败的政变中刺杀了奥地利总理恩格尔伯特·陶尔斐斯。
- 1943年：意大利法西斯大委员会解除贝尼托·墨索里尼的政府职务，由佩特罗·巴多格里奥继任首相。
- 1957年：突尼西亚推翻海珊王朝君主制并建立共和国，哈比卜·布尔吉巴担任首任总统。
- 1958年：台灣省政府會報通過「滅蠅運動」實施計劃，定於同年8月1日起實行。
- 1961年：世界宗教徒和平会议在日本京都开幕[2]。
- 1961年：美国总统约翰·肯尼迪在一次演讲中宣布，对柏林的任何攻击将会被视为对整个北约的攻击。
- 1964年：日本東海道新幹線開始試運轉。
- 1966年：台灣木柵興建中的考試大樓突然全部倒塌，造成3人死亡及多人受傷。
- 1967年：中華民國立法院通過關稅法[3]。
- 1969年：美国总统理查德·尼克松宣布美国将退出对于南越的防御。
- 1976年：维京1号轨道卫星拍下了著名的火星人脸。
- 1978年：中國與越南關係趨於惡化，越南當局開始排華，許多越南華僑滯留中越邊界，等待回國[4]。
- 1978年：世界上第一个透过体外人工受精孕育的婴儿露薏丝·布朗在英国奥尔德姆出生。
- 1982年：中国民航一架伊尔-18在从西安飞往上海的途中遭5人劫持，劫机者被机组人员和部分乘客制服，成为中国公开报道的首起劫机案。[5][6][7]
- 1983年：斯里蘭卡各地爆發種族暴動（英语：Welikada prison massacre），多名坦米爾人傷亡。
- 1984年：中華人民共和國第一家股份制企业北京天桥百货股份有限公司成立。[8]
- 1984年：礼炮七号任务中，斯维特兰娜·萨维茨卡娅成为第一个进行太空漫步的女宇航员。
- 1984年：中華人民共和國和英国关于香港问题第二阶段第十九轮会谈在北京举行。
- 1992年：第二十五屆奧林匹克運動會在西班牙巴塞隆拿開幕。
- 1993年：以色列軍隊開始炮轟（英语：Operation Accountability）黎巴嫩南部村鎮。
- 1994年：以色列与约旦签署约以和约，正式结束了两国44年的战争阶段。
- 1995年：“亚太二号”的爆炸原因公布。[9]
- 1996年：布隆迪发生军事政变（英语：1996 Burundian coup d'état）。
- 1997年：中国跟库克群岛正式建交。
- 1998年：日本和歌山縣發生咖哩遭下毒事件，造成67人中毒，其中4人死亡。
- 1998年：美國海軍杜魯門號航空母艦正式服役。
- 1998年：《文汇报》和《新民晚报》组成文汇新民联合报业集团。
- 2000年：法国航空4590号班机在巴黎夏尔·戴高乐机场起飞后不久坠毁，造成机上113人死亡。

### 21世紀
- 2001年：印度喀拉拉邦南部降下紅雨，持續時間約兩個月，其成因至今仍未有定論。
- 2004年：蘭斯·阿姆斯特朗在環法自行車賽連續6年贏得冠軍。
- 2006年：2006年以黎衝突期間，以色列一枚炸彈擊中聯合國駐黎巴嫩的觀察員據點，四名國籍為中華人民共和國、奧地利、加拿大和芬蘭的聯合國觀察員殉難，時任聯合國秘書長科菲·安南和中國政府提出強烈抗議。
- 2007年：普拉蒂巴·帕蒂尔宣誓就任印度总统，成为印度第一位女总统。
- 2010年：因對時任廣州市政協提案委副主任纪可光提案的不滿，中國廣州發生捍衛粵語行動，8月1日在香港和廣州等地又同時發起第二次遊行。
- 2010年：维基解密将美国关于阿富汗战争的高级保密文件公布与众。
- 2016年：前中共中央政治局委员、中央军委副主席郭伯雄因受贿罪一审被判处无期徒刑，剥夺上将军衔，郭伯雄本人当庭表示不上诉[10]。
- 2016年：臺灣立法院三讀通過「政黨及其附隨組織不當取得財產處理條例」以開始處理過往威權時期政黨不當取得財產的問題。
- 2018年：新西兰议会以63:57通过家暴受害者休假法案，允许其带薪休假。
- 2020年：香港新增133宗新型冠狀病毒肺炎確診個案，126宗屬本地感染，55宗源頭不明，連續四日創單日新高[11]。
- 2021年：馬來西亞破百萬宗新型冠狀病毒肺炎確診個案。

## 出生
- 1109年：阿方索一世，葡萄牙國王（1185年逝世）
- 1165年：伊本·阿拉比，安达卢西亚的苏菲派詩人及哲学家（1240年逝世）
- 1562年：加藤清正，日本安土桃山时代至江户时代武將、大名（1611年逝世）
- 1573年：克里斯多夫·沙伊纳，日耳曼天文学家、神父（1650年逝世）
- 1658年：阿奇博爾德·坎貝爾，苏格兰贵族。第九代阿盖尔伯爵的长子（1703年逝世）
- 1734年：上田秋成，日本作家、歌人（1809年逝世）
- 1750年：亨利·諾克斯，美國書商、軍官、政治家，曾任美國战争部長（1806年逝世）
- 1775年：安娜·哈里遜，美國第一夫人（1864年逝世）
- 1831年：朝鮮哲宗李昪，朝鮮王朝第25代國王（1864年逝世）
- 1833年：埃利奥特·菲奇·谢泼德，美國律師、銀行家（1893年逝世）
- 1844年：湯姆·艾金斯，美國畫家、攝影家（1916年逝世）
- 1847年：保羅·蘭格爾翰斯，德國病理學家、生理學家、生物學家（1888年逝世）
- 1848年：阿瑟·贝尔福，英國政治人物，前任英國首相（1930年逝世）
- 1852年：朝鮮高宗李㷩，朝鮮王朝國王（1919年逝世）
- 1854年：孝哲毅皇后，同治帝的原配皇后（1875年逝世）
- 1857年：法兰克·J·史伯格，美國海軍軍官、发明家（1934年逝世）
- 1876年：巴伐利亞的伊莉莎白，比利时王后（1965年逝世）
- 1886年：亨利·阿诺德，美國空軍五星上将（1950年逝世）
- 1894年：加夫里洛·普林齐普，塞尔维亚民族主义者，塞拉耶佛事件主犯（1918年逝世）
- 1894年：沃尔特·布伦南，美國殿堂級演員，唯一奥斯卡最佳男配角奖三冠王（1974年逝世）
- 1896年：约瑟芬·铁伊，英國著名推理小說家（1952年逝世）
- 1902年：艾力·贺佛尔，美國社会心理学作家（1983年逝世）
- 1905年：艾里阿斯·卡内基，英國德語作家，1981年諾貝尔文学奖得主（1994年逝世）
- 1909年：伊莉莎白·弗朗西斯，美國超級人瑞（2024年逝世）
- 1915年：小约瑟夫·P·肯尼迪，美國海軍飛行員（1944年逝世）
- 1916年：郁風，中國散文家、畫家（2007年逝世）
- 1920年：羅莎琳·富蘭克林，英國生物化学、生物物理学家，在遗传基因方面有着重大贡献（1958年逝世）
- 1922年：約翰·B·古迪納夫，美國固體物理學家，2019年諾貝爾化學獎得主（2023年逝世）
- 1933年：格奧尔基·阿塔纳索夫，保加利亞政治人物、保加利亞共產黨領導人，曾任保加利亞部長會議主席（2022年逝世）
- 1934年：立壁和也，日本男演員、聲優（2015年逝世）
- 1937年：科林·倫福儒，英國考古學家（2024年逝世）
- 1941年：内特·瑟蒙德，美國職業篮球運動員（2016年逝世）
- 1951年：杰克·汤普森，美國社会活动家
- 1952年：艾德瓦爾多·蘇托·德·莫拉，葡萄牙建築師
- 1952年：黃文永，新加坡男演員（2013年逝世）
- 1955年：黃志光，香港公務員
- 1957年：萬梓良，香港演員
- 1963年：邱瓈寬，台灣女導演
- 1963年：宇垣秀成，日本男性聲優、演員
- 1965年：尚·卡斯泰，法國政治人物，曾任法國總理
- 1966年：高木涉，日本男性聲優
- 1967年：麦特·勒布郎，美國演員
- 1968年：師涛，中國詩人
- 1968年：樫井笙人，日本男性聲優
- 1971年：米利亞姆·肖爾，美國女演員
- 1972年：柯藍，中國女演員
- 1972年：大衛·溫格羅，英國考古學家
- 1973年：土肥洋一，日本足球運動員
- 1974年：蘿倫·福斯特，美國動畫師、作家、配音導演、分鏡繪師
- 1978年：露薏絲·布朗，英國第一个试管婴儿
- 1979年：阿里·卡特，英國斯诺克运动運動選手
- 1980年：車杜里，韓國足球運動員
- 1980年：秀爱，韓國女演員
- 1981年：龔詩嘉，台灣歌手
- 1981年：陳楚生，中國歌手
- 1981年：驹野友一，日本足球運動員
- 1982年：布萊德·藍佛，美國男演員（2008年逝世）
- 1984年：杜悦，中國少儿節目主持
- 1985年：尼爾森·小皮奎，巴西F1車手
- 1986年：汪竣泰，臺灣職業棒球運動員
- 1986年：浩克，巴西職業足球運動員
- 1987年：阿蘭·達瓦卓瑪，中國藏族女歌手
- 1988年：許鈞，中國男歌手
- 1988年：邱若華，台灣政治人物
- 1989年：陳瑋萱，台灣藝人
- 1989年：伊一，中國節目主持人
- 1991年：張筱婕，台灣節目主持人、歌手
- 1993年：明凱，中國电子竞技职业選手
- 1994年：碧安卡·布莎，塞爾維亞女子排球運動員
- 1994年：吳劲威，新加坡男演員
- 1995年：劉雨辰，中國男子羽球運動員
- 1996年：鄺美璇，香港女演員
- 2000年：章昊，韓國男子偶像團體ZEROBASEONE成員
- 2001年：查瓦林·佩德皮里亞旺，泰國演員、歌手
- 2002年：道枝駿佑，日本男子偶像團體浪花男子成員

## 逝世
- 306年：君士坦提乌斯一世，西羅馬帝國皇帝（250年出生）
- 737年：多治比縣守，日本奈良時代貴族（668年出生）
- 1011年：一條天皇，日本第66代天皇（980年出生）
- 1190年：西比拉，耶路撒冷女王（1159年出生）
- 1492年：教宗依諾增爵八世，羅馬主教（1432年出生）
- 1564年：斐迪南一世，神圣罗马帝国皇帝（1503年出生）
- 1834年：塞缪爾·泰勒·柯勒律治，英國詩人、文評家，英國浪漫主義文學奠基人之一（1772年出生）
- 1841年：李兆洛，中国地理学家（1769年出生）
- 1934年：涅斯托爾·馬赫諾，烏克蘭無政府主義革命者（1888年出生）
- 1944年：萊斯利·麥克奈爾，美國陸軍中將（1883年出生）
- 1946年：陶行知，中國教育家（1891年出生）
- 1960年：阮輝想，越南小說家、劇作家（1912年出生）
- 1972年：王任叔，笔名巴人，文艺理论家、作家（1901年出生）
- 1974年：李多奎，中国京剧表演艺术家（1898年出生）
- 1977年：路易斯·費瑟，美國有機化學家（1899年出生）
- 1981年：胡蘭成，中國近代作家（1906年出生）
- 1983年：郑万钧，中国学家（1904年出生）
- 1984年：平田昭彥，日本著名演員（1927年出生）
- 1995年：公文公，日本高級中學的數學教師、數學研究家（1914年出生）
- 2005年：陈辛仁，中国外交家（1915年出生）
- 2006年：杜照宇，中國人民解放軍的一名中校軍官（1972年出生）
- 2008年：蘭迪·波許，卡内基美隆大學教授，曾演說「最後的演講（英语：The Last Lecture）」（1960年出生）
- 2010年：喻学轩，中国跑酷家、公共运输设施探险家（1990年出生）
- 2010年：高斯達，葡萄牙政治人物，第124任澳門總督（1932年出生）
- 2013年：聖·卡爾·巴傑瓦（Sant Kaur Bajwa），前任英國在世最長壽的女性[12]（1898年出生）
- 2013年：穆罕默德·布拉米，突尼西亞政治人物（1955年出生）
- 2017年：瑪麗安·戴蒙德，美國科學家、教育家（1926年出生）
- 2019年：貝吉·卡伊德·艾塞布西，突尼西亞律師、政治人物，第5任突尼西亞總統（1926年出生）
- 2021年：唐慧琳，台灣女議員[13]（1971年出生）
- 2022年：保羅·索維諾，美國男演員、歌劇演唱家、商人、作家、雕塑家（1939年出生）
- 2022年：戴維·特林布爾，英國政治人物，首任北愛爾蘭首席部長，1998年諾貝爾和平獎得主（1944年出生）
- 2022年：島田陽子，日本女演員（1953年出生）
- 2022年：覺敏友，緬甸作家、政治犯（1969年出生）

## 节假日和习俗
- 世界预防溺水日[14][15]
- 国际旋转木马日[16][17]
- 國際非洲裔婦女日（英语：International Afro-descendant Women's Day）
- 教會：聖雅各日
- ：瓜纳卡斯特日（英语：Guanacaste Day）
- 牙买加：国家巴哈伊教日（英语：Baháʼí Faith in Jamaica）
- 西班牙：加利西亚民族节
- 波多黎各：宪法日（英语：Puerto Rico Constitution Day）
- 突尼西亞：共和国日
- ：海軍節